# Municipio de Ostuncalco
Municipio de Ostuncalco är en kommun i Guatemala.   Den ligger i departementet Departamento de Quetzaltenango, i den västra delen av landet, 120 km väster om huvudstaden Guatemala City. Antalet invånare är 29 000.